# Bistum Cruzeiro do Sul
Das Bistum Cruzeiro do Sul (lateinisch Dioecesis Crucis Australis, portugiesisch Diocese de Cruzeiro do Sul) ist eine in Brasilien gelegene römisch-katholische Diözese mit Sitz in Cruzeiro do Sul im Bundesstaat Acre. 

## Geschichte
Das Bistum Cruzeiro do Sul wurde am 22. Mai 1931 durch Papst Pius XI. mit der Päpstlichen Bulle Munus regendi  aus Gebietsabtretungen der Apostolischen Präfektur Tefé als Territorialprälatur Juruá errichtet. Am 25. Juni 1987 wurde die Territorialprälatur Juruá durch Papst Johannes Paul II. mit der Päpstlichen Bulle Cum praelatura zum Bistum erhoben und in Bistum Cruzeiro do Sul umbenannt. Das Bistum Cruzeiro do Sul ist dem Erzbistum Manaus als Suffraganbistum unterstellt.

## Ordinarien

### Prälaten von Juruá
- Heinrich Ritter CSSp, 1935–1942
- Henrique Klein, 1942–1947
- José Hascher CSSp, 1947–1967
- Heinrich Rüth CSSp, 1967–1987

### Bischöfe von Cruzeiro do Sul
- Heinrich Rüth CSSp, 1987–1988
- Luís Herbst CSSp, 1988–2001
- Mosé João Pontelo CSSp, 2001–2018
- Flávio Giovenale SDB, seit 2018